# Claudia Álvarez
Claudia Álvarez Ocampo (Cidade do México, 6 de outubro de 1981) é uma atriz mexicana. Ficou conhecida por interpretar a vilã principal da telenovela Porque el amor manda, Verónica Hierro.

## Biografia
Iniciou sua carreira fazendo comerciais de televisão. Pouco depois, trabalhou em uma empresa de origem espanhola como organizadora de eventos, e logo mais tarde ingressou na universidade para estudar Publicidade. Algum tempo depois, Claudia deixou sua licenciatura de publicidade para se dedicar à atuação.
Estreou na televisão em 2003, na telenovela Mirada de mujer... el regreso, da TV Azteca. Permaneceu no canal até novembro de 2010, logo após o fim da novela Pobre diabla.
No fim de 2010, chegou a ser confirmada como a antagonista da novela La fuerza del destino. Porém, a atriz não seguiu no projeto e foi substituída por Laisha Wilkins. Sua estreia na Televisa foi na novela Dos hogares.
Em 2012 interpretou a vilã principal da telenovela Porque el amor manda, atuando ao lado de Fernando Colunga e Blanca Soto.
Em 2014, interpretou uma das protagonistas de Hasta el fin del mundo. Um ano depois protagonizou a segunda versão de Simplemente María, junto a Ferdinando Valencia e José Ron. Em 2017 protagoniza a telenovela En tierras salvajes substituindo a atriz Mayrín Villanueva, que estava escalada para o papel principal.

## Carreira

### Telenovelas
| Ano       | Título                        | Personagem                                         |
| --------- | ----------------------------- | -------------------------------------------------- |
| 2003-2004 | Mirada de mujer... el regreso | Luciana Ortíz                                      |
| 2004-2005 | Las Juanas                    | Juana Prudencia Matamoros                          |
| 2006-2007 | Amores cruzados               | Sofía Narváez Echeverría                           |
| 2007-2008 | Bellezas indomables           | María Fernanda "Mafe" Urquillo / Patricia Urquillo |
| 2007-2008 | Se busca un hombre            | Loreta Reigadas                                    |
| 2009-2010 | Pobre diabla                  | Santa Olivares Madrigal                            |
| 2011      | El Equipo                     | Pilar                                              |
| 2011      | Dos hogares                   | Adela Arizmendi                                    |
| 2012-2013 | Porque el amor manda          | Verónica Hierro                                    |
| 2014-2015 | Hasta el fin del mundo        | Alexa Ripoll Bandy                                 |
| 2015-2016 | Simplemente María             | María Flores Ríos / Elisa Bretón                   |
| 2017      | En tierras salvajes           | Isabel Montalbán de Otero                          |
| 2020-2021 | Vencer el desamor             | Ariadna López Hernández de Falcón                  |
| 2021      | Vencer el pasado              | Ariadna López Hernández de Falcón                  |
| 2022      | Mi camino es amarte           | Olivia Lugo                                        |

### Cinema
- No sé si cortarme las venas o dejármelas largas (2013)

### Teatro
- Los Monólogos de la Vagina[10]
- No se si cortarme las venas o dejármelas largas
- Extraños en un tren

## Prêmios e Nomeações
| Ano  | Prêmio                    | Categoria                | Trabalho             | Resultado |
| ---- | ------------------------- | ------------------------ | -------------------- | --------- |
| 2012 | Prêmio TVyNovelas         | Melhor Atriz Juvenil     | Dos hogares          | Nomeada   |
| 2013 | Premios People en Español | Melhor Vilã              | Porque el amor manda | Nomeada   |
| 2014 | Prêmio TVyNovelas         | Melhor Vilã              | Porque el amor manda | Nomeada   |
| 2017 | Prêmio TVyNovelas         | Melhor Atriz Protagônica | Simplemente María    | Nomeada   |

## Ligações Externas
- Claudia Álvarez. no IMDb.
- Biografia de Claudia Álvarez (Em esmas.com)